# SkyDome Cup
A SkyDome Cup foi um torneio de futebol realizado em Janeiro de 1995 no SkyDome Stadium (hoje denominado Rogers Centre) em Toronto, entre o Canadá, país anfitrião, a Dinamarca (os campeões europeus à data) e a equipa de Portugal. O torneio foi disputado numa altura em que a maior parte dos jogadores principais das duas selecções europeias estavam indisponíveis devido a compromissos com as equipas onde jogavam, na sua maioria europeias. Assim, as equipas de Portugal e Dinamarca apresentaram convocatórias atípicas e alternativas, que resultaram nas primeiras (e para alguns únicas) internacionalizações de alguns dos jogadores participantes. Sem jogadores como Figo, Rui Costa, Vítor Baía, João Pinto e outros, António Oliveira convocou Neno, Jorge Costa, Rui Bento, Paulo Madeira, Carlos Secretário, Nelo, Caetano, Vado, Pedro Barbosa, Folha, Calado, Barroso, Alfredo, Sá Pinto, Paulo Alves e Tulipa para disputar o torneio, que foi disputado sobre um piso sintético e que contou com o apoio entusiasmado da comunidade portuguesa em Toronto. Mesmo assim, a afluência de público esteve longe de preencher o recinto, apesar do preço acessível dos bilhetes.
A 24 de Janeiro, o primeiro jogo viu a Dinamarca ganhar ao Canadá por 1-0, com um tento de Højer Nielsen. Dois dias depois, os anfitriões disputariam o segundo jogo contra Portugal, que acabou empatado por 1-1, com golos de António Folha e Alex Bunbury.
Com apenas um ponto em dois jogos, o Canadá ficou arredado do título. A Dinamarca apenas precisaria de empatar contra Portugal, que por seu turno estava obrigado a vencer. Depois de um jogo equilibrado, Paulo Alves marcou finalmente aos 89', atribuindo assim a Portugal a sua primeira vitória num torneio a nível sénior.

## Tabela
| 24 de janeiro de 1995 | Canadá | 0 - 1 | Dinamarca         | SkyDome, Toronto                          |
|                       |        |       | Hojer Nielsen 52' | Público: 10,024 Árbitro: Zimmerman Boulos |

| 26 de janeiro de 1996 | Canadá           | 1 - 1 | Portugal          | SkyDome, Toronto                          |
|                       | Alex Bunbury 82' |       | António Folha 10' | Público: 13,658 Árbitro: Zimmerman Boulos |

| 29 de janeiro de 1995 | Portugal        | 1 - 0 | Dinamarca | SkyDome, Toronto                      |
|                       | Paulo Alves 89' |       |           | Público: 23,700 Árbitro: Tony Camacho |

## Classificação
| Equipe    | J | V | E | D | GM | GS | SG | Pts. |
| --------- | - | - | - | - | -- | -- | -- | ---- |
| Portugal  | 2 | 1 | 1 | 0 | 2  | 1  | +1 | 4    |
| Dinamarca | 2 | 1 | 0 | 1 | 1  | 1  | 0  | 3    |
| Canadá    | 2 | 0 | 1 | 1 | 1  | 2  | -1 | 1    |

## Premiação
| SkyDome Cup          |
| -------------------- |
| Portugal (1º Título) |